# Solveig Hedengran
Solveig Hedengran, född 26 april 1910 i Klara församling i Stockholm, död 29 april 1956 i Oscars församling i Stockholm, var en svensk skådespelare.

## Biografi
Solveig Hedengran filmdebuterade 1919 som barnskådespelare i John W. Brunius Synnöve Solbakken, hon medverkade även i Tancred Ibsens nyinspelning av samma film 1934. Hon kom att medverka i drygt 30 filmer. År 1928 korades Hedengran av Stockholms Dagblad till Stockholms Lucia.
Hedengran gifte sig 1936 med tandläkare Folke Öfverholm (1907–1991), från vilken hon blev skild 1943.
Solveig Hedengran avled vid 46 års ålder i leukemi.

## Filmografi
- 1919 – Synnöve Solbakken
- 1927 – Deutsche Frauen – Deutsche Treue
- 1928 – Ådalens poesi
- 1929 – Rågens rike
- 1930 – Trollbruden
- 1932 – Bröderna Östermans huskors
- 1934 – Synnöve Solbakken
- 1935 – Skärgårdsflirt
- 1936 – Familjen som var en karusell
- 1936 – Raggen – det är jag det
- 1937 – Laila
- 1938 – Kamrater i vapenrocken
- 1939 – Melodin från Gamla Stan
- 1939 – Följ med till M.F.A.
- 1939 – Mot nya tider
- 1940 – Swing it, magistern!
- 1941 – En man för mycket
- 1941 – Så tuktas en äkta man
- 1942 – En trallande jänta
- 1942 – Klara konserverar (kortfilm)
- 1942 – Tre glada tokar
- 1944 – På farliga vägar
- 1945 – Barnen från Frostmofjället
- 1946 – Försök inte med mej ..!
- 1947 – Mästerdetektiven Blomkvist
- 1949 – Hur tokigt som helst
- 1949 – Kärleken segrar
- 1950 – Två trappor över gården
- 1951 – Poker
- 1953 – Mästerdetektiven och Rasmus
- 1953 – All jordens fröjd
- 1954 – Café Lunchrasten
- 1955 – Flickan i regnet
- 1956 – Berättelsen om fru Holm (kortfilm)

## Teater

### Roller (ej komplett)
| År   | Roll            | Produktion                                                                      | Regi                    | Teater                                  |
| ---- | --------------- | ------------------------------------------------------------------------------- | ----------------------- | --------------------------------------- |
| 1930 | Hortense        | Ungkarlspappan (The Bachelor Father) Edward Childs Carpenter                    | Olof Molander           | Dramaten                                |
| 1931 | Louison         | Den inbillade sjuke (Le Malade imaginaire) Molière                              | Olof Molander           | Dramaten                                |
| 1931 | Odette          | Känslornas marknad (La foire aux sentiments) Roger Ferdinand                    | Gustaf Linden Ivar Kåge | Dramaten                                |
| 1931 | Amanda Westling | Dunungen Selma Lagerlöf                                                         | Gustaf Linden           | Skansens friluftsteater                 |
| 1931 | Parsons Sonia   | Fru Celias moral (Art and Mrs Bottle or the Return of the Puritan) Benn W. Levy | Alf Sjöberg             | Dramaten                                |
| 1931 | Alice           | Karusellen (The Apple Cart) George Bernard Shaw                                 | Gustaf Linden           | Dramaten                                |
| 1931 | Isabella        | Pickwick-klubben (The Pickwick Club) František Langer efter Charles Dickens     | Olof Molander           | Dramaten                                |
| 1932 | Dottern 2       | Majestät Marika Stiernstedt                                                     | Olof Molander           | Dramaten                                |
| 1932 | Thérèse         | Fröken (Mademoiselle) Jacques Deval                                             | Olof Molander           | Dramaten                                |
| 1932 | Rakel           | Över förmåga (Over ævne) Bjørnstjerne Bjørnson                                  | Alf Sjöberg             | Dramaten                                |
| 1934 | Edelgard        | Flickor i uniform (Mädchen in Uniform) Christa Winsloe                          | Harry Roeck-Hansen      | Blancheteatern                          |
| 1935 | Laura           | Bizarr musik (Strange orchestra) Rodney Ackland                                 | Harry Roeck-Hansen      | Blancheteatern                          |
| 1936 | Rosalie         | De oskyldiga (The children's hour) Lillian Hellman                              | Harry Roeck-Hansen      | Blancheteatern                          |
| 1936 | Porlande Källa  | En dotter av Kina (Lady Precious dream) Hsiung Shih-i                           | Johan Falck             | Blancheteatern                          |
| 1937 | Prinsessan Anne | Kunglighet (The Queen's Husband) Robert E. Sherwood                             | Harry Roeck-Hansen      | Blancheteatern                          |
| 1938 | Marie           | Liliom Ferenc Molnár                                                            | Sandro Malmquist        | Nya Teatern                             |
| 1940 |                 | Charleys tant (Charley's Aunt) Brandon Thomas                                   | Leif Amble-Næss         | Södra Teatern, flyttad till Vasateatern |
| 1942 | Josephine       | Lille Napoleon Paul Sarauw                                                      | Max Hansen              | Vasateaterns turné                      |
| 1942 | Gräshoppshonan  | I vår Herres hage (Ze života hmyzu) Josef Čapek och Karel Čapek                 | Gösta Folke             | Vasateatern                             |
| 1942 | Lisbeth Drake   | Väninnor (Old acquaintance) John Van Druten                                     | Harry Roeck-Hansen      | Blancheteatern                          |
| 1944 | Éliante         | Misantropen (Le misanthrope) Molière                                            | Sam Besekow             | Nya Teatern                             |